# كريستيان غوستاف أدولف ماير
كريستيان غوستاف أدولف ماير (بالألمانية: Adolph Mayer)‏ هو رياضياتي ألماني، ولد في 15 فبراير 1839 في لايبزيغ في ألمانيا، وتوفي في 11 أبريل 1908 في Gries-Quirein ‏ في إيطاليا.